# 歐文·亞瑟
歐文·亞瑟（Owen Arthur，1949年10月17日—2020年7月27日），巴貝多政治人物，於1994年至2008年擔任巴巴多斯总理。他是巴貝多勞動黨的黨員。
巴貝多勞動黨在1994年巴貝多大選中獲勝，歐文·亞瑟取代洛伊德·埃爾斯金·桑迪福德成為總理。2007年巴貝多作為西印度板球委員會成員共同舉辦2007年板球世界盃。巴貝多勞動黨在2008年大選中落敗，戴維·湯普森取代歐文·亞瑟成為下一任總理。